# Thomas K. Harris
Thomas K. Harris († 18. März 1816 bei Sparta, Tennessee) war ein US-amerikanischer Politiker. Zwischen 1813 und 1815 vertrat er den Bundesstaat Tennessee im US-Repräsentantenhaus.

## Werdegang
Sowohl das Geburtsdatum als auch der Geburtsort von Thomas Harris sind unbekannt. Nach einem Jurastudium und seiner Zulassung als Rechtsanwalt praktizierte er in Sparta und in McMinnville in seinem neuen Beruf. Außerdem war er Kurator der Priestly Academy in Sparta. Politisch schloss er sich der von Thomas Jefferson gegründeten Demokratisch-Republikanischen Partei an. Zwischen 1809 und 1811 saß Harris im Senat von Tennessee.
Bei den staatsweit ausgetragenen Kongresswahlen des Jahres 1812 wurde er für den damals neugeschaffenen fünfte Sitz des Staates Tennessee in das US-Repräsentantenhaus in Washington, D.C. gewählt, wo er am 4. März 1813 sein neues Mandat antrat. Bis zum 3. März 1815 konnte er eine Legislaturperiode im Kongress absolvieren. Diese war von den Ereignissen des Britisch-Amerikanischen Krieges geprägt.
Thomas Harris starb am 18. März 1816 bei einem Duell mit Colonel John W. Simpson auf der alten Landstraße zwischen Sparta und McMinnville.